# Liste der Biografien/Schey
Liste der Biografien |
Portal Biografien |
Personensuche
# |
A |
B |
C |
D |
E |
F |
G |
H |
I |
J |
K |
L |
M |
N |
O |
P |
Q |
R |
S |
T |
U |
V |
W |
X |
Y |
Z |
?
 
Sa |
Sb |
Sc |
Sd |
Se |
Sf |
Sg |
Sh |
Si |
Sj |
Sk |
Sl |
Sm |
Sn |
So |
Sp |
Sq |
Sr |
Ss |
St |
Su |
Sv |
Sw |
Sy |
Sz
 
Sca–Sce |
Sch |
Sci–Scz
 
Scha |
Schc |
Schd |
Sche |
Schg |
Schi |
Schj |
Schk |
Schl |
Schm |
Schn |
Scho |
Schp |
Schr |
Schs |
Scht |
Schu |
Schv |
Schw |
Schy
 
Scheb |
Schec |
Sched |
Schee |
Schef |
Scheg |
Scheh |
Schei |
Schej |
Schek |
Schel |
Schem |
Schen |
Schep |
Scher |
Sches |
Schet |
Scheu |
Schev |
Schew |
Schex |
Schey
Die Liste der Biografien führt alle Personen auf, die in der deutschsprachigen Wikipedia einen Artikel haben. Dieses ist eine Teilliste mit 30 Einträgen von Personen, deren Namen mit den Buchstaben „Schey“ beginnt.

## Schey
- Schey von Koromla, Friedrich (1815–1881), österreichischer Bankier und Mäzen
- Schey von Koromla, Josef (1853–1938), österreichischer Rechtswissenschaftler und Herrenhausmitglied
- Schey von Koromla, Philipp (1798–1881), österreichischer Großhändler und Mäzen
- Schey, Hermann (1895–1981), deutsch-niederländischer Bassbariton
- Schey, Johann Baptist (1803–1861), badischer Jurist und Verwaltungsbeamter
- Schey, Stanislaus (1770–1848), deutsche Trappistin und Oberin
- Schey, Stefan (* 1974), deutscher Basketballspieler

### Scheyb
- Scheyb, Franz Christoph von (1704–1777), Schriftsteller und Kunsttheoretiker
- Scheybal, Julius (1930–2000), österreichischer Jazzmusiker und Komponist

### Scheyd
- Scheydt, Karl (1940–2009), deutscher Schauspieler, Regieassistent, Produktionsleiter, Aufnahmeleiter, Tonmeister, Lichtmeister, Ausstatter und Kameramann
- Scheydyk, Oleksandr (* 1980), ukrainischer Radrennfahrer

### Scheye
- Scheyer, Christine (* 1994), österreichische Skirennläuferin
- Scheyer, Erich (* 1887), Braunschweiger Unternehmer und Kunstsammler
- Scheyer, Ernst (1900–1985), deutschamerikanischer Kunsthistoriker
- Scheyer, Eugen (1899–1957), deutscher kommunistischer Politiker
- Scheyer, Galka (1889–1945), deutsch-amerikanische Malerin, Kunsthändlerin und Kunstsammlerin
- Scheyer, Jon (* 1987), US-amerikanisch-israelischer Basketballspieler und -trainer
- Scheyerer, Nicole (* 1974), österreichische Kunstkritikerin und Kulturjournalistin

### Scheyf
- Scheyfve, Jean (1515–1581), Botschafter Spaniens im Vereinigten Königreich

### Scheyh
- Scheyhing, Robert (1927–1989), deutscher Rechtswissenschaftler und Hochschullehrer

### Scheyn
- Scheynius, Lina (* 1981), schwedische Fotografin

### Scheyr
- Scheyrer, Gerda (1923–1999), österreichische Sängerin (Sopran) und Schauspielerin
- Scheyring, Johannes (1454–1516), deutscher Rektor der Universität Leipzig und Domherr zu Magdeburg und HalberstadtJohannes Scheyring (1454–1516)

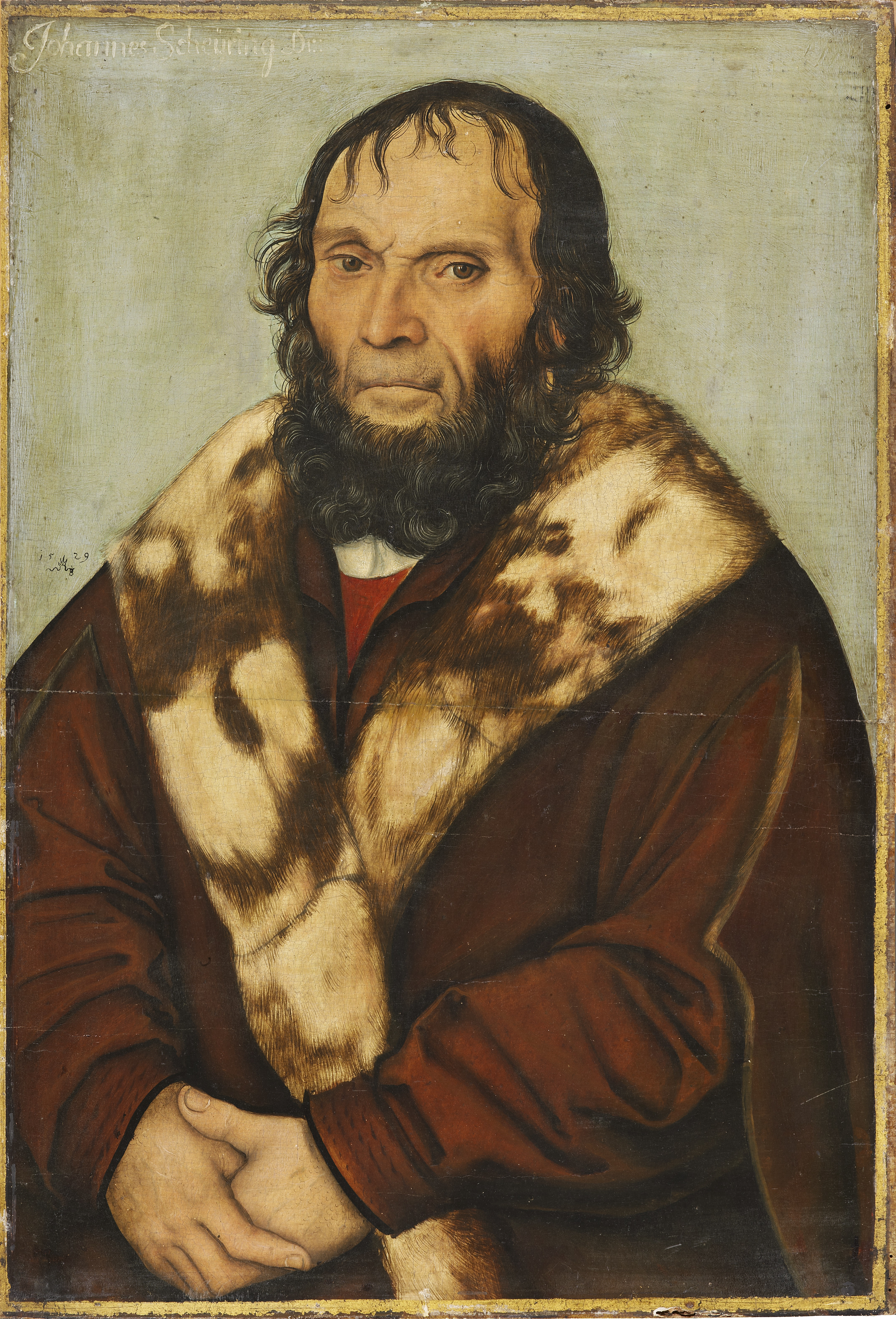
Johannes Scheyring (1454–1516)

- Scheyring, Johannes (1505–1555), Bürgermeister von Magdeburg und Kanzler von Mecklenburg

### Scheyt
- Scheytt, Anja (* 1980), deutsche Eishockeyspielerin
- Scheytt, Christoph (* 1967), deutscher Elektrotechniker und Hochschullehrer
- Scheytt, Michael (* 1959), deutscher Langstreckenläufer
- Scheytt, Oliver (* 1958), deutscher Kulturpolitiker
- Scheytt, Thomas (* 1960), deutscher Blues- und Boogie-Pianist
- Scheytt, Tobias (* 1963), deutscher Wirtschaftswissenschaftler und Hochschullehrer